# Zajednica Emanuel
Zajednica Emanuel javno je vjerničko društvo laika, posvećenih osoba i dijecezanskih svećenika, koji žive u svijetu kontemplativnim i apostolskim načinom života, u Katoličkoj crkvi.

## Nastanak i razvoj
Isusova bratovština jezgra je Zajednice Emanuel, a čine ju članovi koji svoj misionarski poziv potvrđuju posebnom posvetom. Zajednicu Emanuel vodi međunarodno vijeće, u kojem su članovi Zajednice i posvećeni članovi Isusove bratovštine, na čelu s moderatorom. 
Zajednica Emanuel nastala je 1972. godine u Parizu, zahvaljujući karizmatskom iskustvu utemeljitelja Pierrea Goursata i Martine Laffitte-Catta. Zajednica je od 1992. godine privatno međunarodno vjerničko društvo papinskog prava, a od 2009. javno međunarodno vjerničko društvo. Broji oko 8 000 članova i 200 000 osoba uključenih u aktivnosti Zajednice u 50-ak zemalja svijeta. 

## Duhovnost
Duhovnost Zajednice sadržana je u nazivu: Emanuel – s nama Bog. Sveta misa i euharistijsko klanjanje hrana te svakodnevna molitva pohvala su iz koje se rađa suosjećanje za potrebite te crpi snaga za evangelizaciju. Pohvala je oblik pjevane i spontane usmene molitve kojom članovi nastoje svaki dan slaviti Boga, prihvaćajući karizme i služeći se njima - "milostima Duha Svetoga koje, izravno ili neizravno, koriste Crkvi, a imaju za svrhu izgradnju Crkve, dobro ljudi i potrebe svijeta" (Katekizam Katoličke Crkve, § 799). Tzv. iskustvo izljeva Duha Svetoga jedno je od osebujnosti članova Zajednice. To iskustvo se tumači kao dar bezuvjetne Božje ljubavi, koja budi radost, zahvalnost i želju podijeliti ju s drugima. 

## Članstvo i angažman
Članovi žive svoj poziv u Zajednici u svakodnevnoj osobnoj molitvi, u molitvenome i misionarskome životu tzv. kućne grupe u tjednim susretima te u pratnji iskusnijega člana. Održavaju se i mjesečni susreti svih kućnih zajednica provincije te regionalni međunarodni godišnji susreti. Nakon probnog razdoblja od otprilike dvije godine, ako žele, mogu se angažirati u Zajednici. Odluka o angažmanu obnavlja se svake godine. 
Tzv. prijatelji Zajednice uključuju se u život i djelatnosti Zajednice povremeno i prema svojim mogućnostima.

## Međunarodne aktivnosti Zajednice
- jednogodišnje međunarodne škole za evangelizaciju
- misije uz vazmena liturgijska slavlja
- ljetni međunarodni forumi mladih i odraslih
- formacija posvećenih osoba i svećeničkih kandidata
- kongresi za novu evangelizaciju i gradske misije
- misionarski projekti
- apostolat mladih, siromaha, bolesnika, hodočasnika, bračnih parova, zaposlenih, umjetnika, turista
- kuća za oboljele od kopnice
- tzv. SOS molitva

## "Fidesco"
Od 1981. u Zajednici djeluje i "Fidesco", međunarodna nevladina organizacija solidarnosti, koja šalje dragovoljce u zemlje Trećeg svijeta da svoja znanja i sposobnosti stave u službu razvoja i pomoći tamošnjemu stanovništvu.

## Zajednica Emanuel u Hrvatskoj
U Hrvatskoj, Zajednica postoji u Zagrebačkoj nadbiskupiji, gdje organizira: 
- euharistijska klanjanja,
- večeri evangelizacije,
- jednodnevne susrete za mlade,
- ljetno hodočašće mladih.